# Исламская коалиционная партия
Исламская коалиционная партия (перс. حزب مؤتلفه اسلامی‎; романизация: ḥezb-e moʾtalefe-ye eslāmi) — консервативная исламистская политическая партия в Иране, которая в экономике придерживается принципа невмешательства и фискального консерватизма. Современное название с 2004 года. Духовным лидером в партии считают покойного аятоллу Рухоллу Хомейни.
Одна из старейших среди существующих в Иране партий. Представляет старшее поколение консерваторов, традиционно её основная база поддержки — базари, торговцы и работники базаров, традиционных торговых площадок Ирана, мелкая буржуазия и традиционалистские священнослужители. Вероятно, это единственная политическая организация в Иране, которая имеет органическую связь с такой социальной базой.
Партия является ключевой организацией в рамках Фронта последователей Имама Хомейни и духовного лидера и считается союзником влиятельной Ассоциации воинствующего духовенства. Партия взаимодействует с Фондом Помощи Имама Хомейни, Фондом Мостазафана и базирующимся в Мешхеде фондом «Астан-е кудс-е Резави».
Партия имеет сеть приходских школ для мальчиков и девочек.

## История
Партия была создана в 1963 году и первоначально называлась Исламские координационные комитеты (перс. هیئت‌های مؤتلفه اسلامی‎).
Идеология консервативной группы формировалась на антишахской платформе, в частности из-за поддержке шахом Израиля. Эти подозрения нельзя сводить к теориям заговора. Шахский режим установил связи с Израилем почти с момента его основания в 1948 году. В последующие десятилетия израильтяне были вовлечены во многие аспекты иранского управления, особенно в сельскохозяйственном секторе. Также, одним из наиболее главным проявлением сближения интересов двух стран было активное участие израильских специалистов из Моссад в формировании и модернизации шахской службы государственной безопасности «САВАК», сотрудники которой отправлялись в Израиль для повышения квалификации. Израильтяне также часто посещали Тегеран, чтобы поделиться своим опытом и советом с САВАК.
Члены партии сыграли важную роль в успехе иранской революции. После революции она сменила название на Исламское коалиционное общество (перс. جمعیت مؤتلفه اسلامی‎) и свернула политическую деятельность, многие её члены присоединились к Исламской республиканской партии, которая вплоть до своего роспуска в 1987 году была правящей и единственной в Иране легальной политической партией. С 1979 года многие бывшие члены партии занимали высокие правительственные должности и являлись влиятельными игроками в экономике Ирана, доминируя в Торгово-промышленной палате Ирана и имея право голоса при назначении министр торговли.
В 1987 году, после роспуска Исламской республиканской партии возобновила свою политическую деятельность. По словам иранского журналиста и учёного Мохсена Сазегара, в 2006 году партия имела около 90 мест в парламенте.
Несмотря на активность и влиятельность, партию в 2000-х годах постепенно вытеснили из политической власти новые консервативные организации. Некоторые аналитики сравнивают её с динозавром, которого ожидает вымирание.

## Международные связи
У Исламской коалиционной партии есть офис по международным связам. Входит в Международную конференцию азиатских политических партий (ICAPP). В 2015 году партия провела форум за единства исламских партий, в котором среди прочих приняла участие «Хезболла». Она направляла поздравления 12-му Национальному конгрессу Коммунистической партии Вьетнама, а также поддерживает хорошие отношения с Коммунистической партией Китая, Трудовой партией Кореи и правительством КНДР.

## Руководство
| Генеральный секретарь: - 1987—2004 — Хабибулла Асгаролади - 2004—2019 — Мохаммад Наби Хабиби - 2019—по н. в. — Асадалла Бадамчиан | Заместитель генерального секретаря: - 1993—2001 — Али Акбар Парвареш - 2001—2012 — Асадалла Бадамчиан - 2012—по н. в. — Мохаммад-Али Амани | Глава Центрального совета: - 2004—2018 — Мостафа Мирсалим - 2018—2019 — Асадалла Бадамчиан - 2019—по н. в. — Мостафа Мирсалим |